# Asterogyne guianensis
Asterogyne guianensis là loài thực vật có hoa thuộc họ Arecaceae. Loài này được Granv. & A.J.Hend. mô tả khoa học đầu tiên năm 1988.